# Инзедијаменто ди Вја Кверчоли (Ређо Емилија)
Инзедијаменто ди Вја Кверчоли је насеље у Италији у округу Ређо Емилија, региону Емилија-Ромања.
Према процени из 2011. у насељу је живело 17 становника. Насеље се налази на надморској висини од 54 м.